# Maria Becke-Rausch
Maria Becke-Rausch (* 7. Mai 1923 in Leipzig) ist eine deutsche Bildhauerin.

## Leben

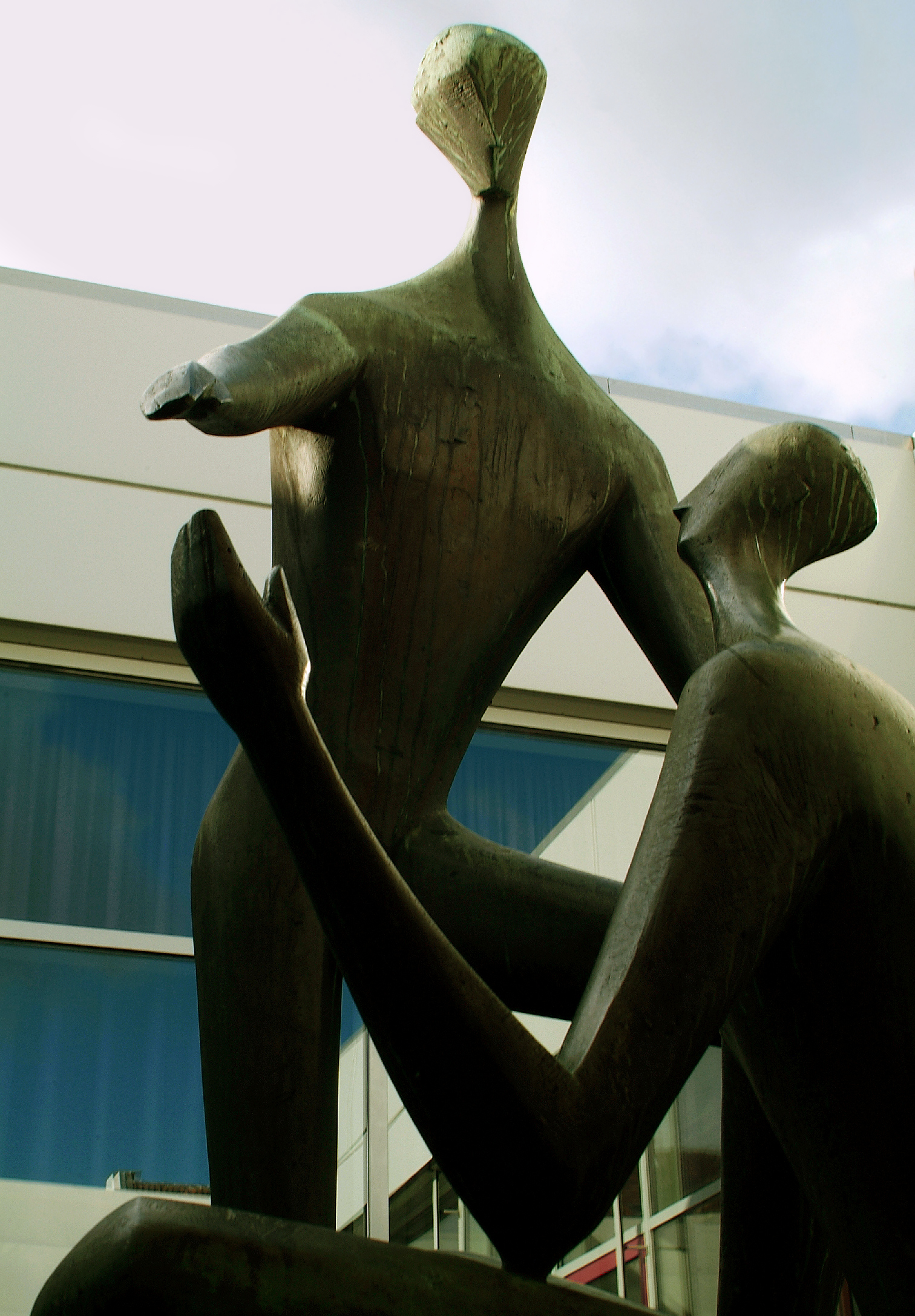
„Das Gespräch“ von 1961, aufgestellt im Innenhof des Freizeitheims Linden

Maria Becke-Rausch absolvierte von 1939 bis 1945 die Meisterschule des deutschen Kunsthandwerks in Leipzig. 1944 und 1945 besuchte sie außerdem die Kunstakademie in Dresden.
Von 1945 bis 1958 arbeitete sie als freischaffende Kunsthandwerkerin in Dresden. 1958 übersiedelte sie aus der Deutschen Demokratischen Republik in die Bundesrepublik Deutschland und lebte dann in Misburg bei Hannover.
Später lebte und arbeitete Maria Becke-Rausch in Graz. Heute lebt sie im Gepflegt Wohnen Gamlitz.

## Werke (unvollständig)
Maria Becke-Rausch beteiligte sich mit ihren Arbeiten an Ausstellungen in Leipzig, u. a. 1948 an der „Leipziger Kunstausstellung 1948“ im Museum der bildenden Künste, 1951 im Schlossbergmuseum Chemnitz an der "Mittelsächsische Kunstausstellung. Kunst ist Leben", in Dresden, beim Kunstverein Hannover und in Düsseldorf. Zahlreiche ihrer Werke befinden sich heute in privatem oder öffentlichem Besitz, wie etwa
- Das Gespräch, Skulptur im Innenhof des Freizeitheimes Linden, 1961, Höhe 210 cm;[1]
- Pan, Plastik in der Volksschule Meterstraße (Hannover), 1964, 140 cm auf 70 cm Sockel;[1] Seit August 2024 steht die Plastik vor der St. Martins-Kirche in Hannover-Linden.[4]
- Daphne (auch: Metamorphose[5]), Skulptur im Eingangsbereich des Tiergartens (Hannover), Höhe 170 cm;[1]